# العلاج باستخدام الهرمونات البديلة

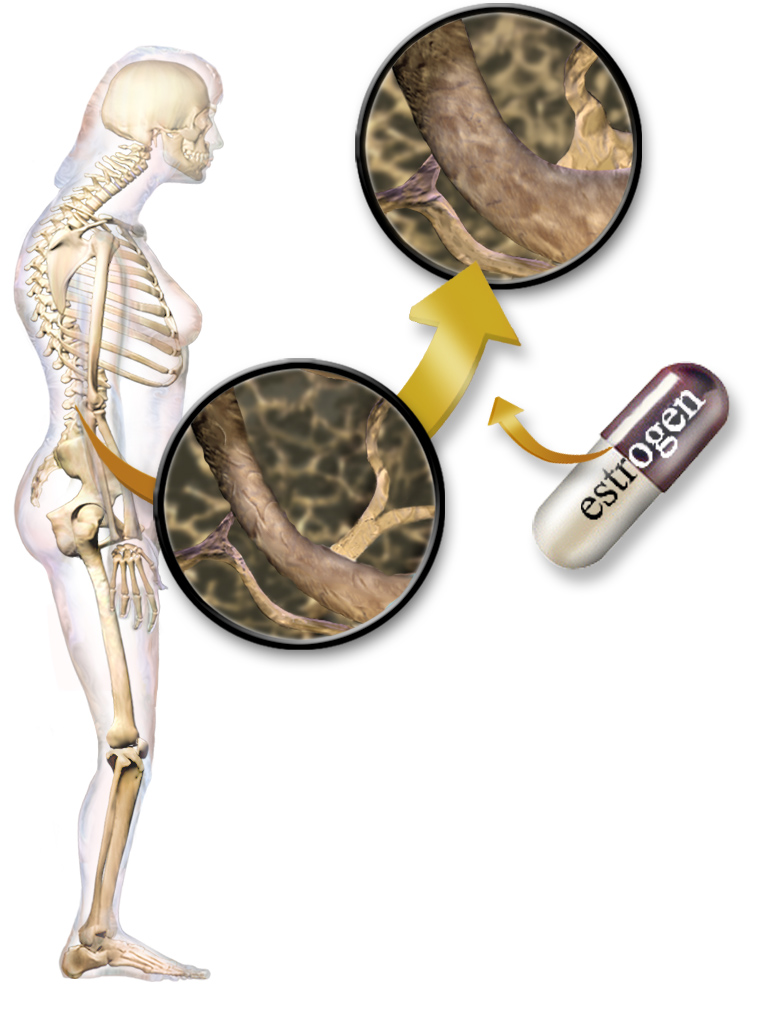
رسم توضيحي يصور العلاج بالهرمونات البديلة.

العلاج بالهرمونات البديلة (بالإنجليزية: Hormonal replacement Therapy)‏ هو أي شكل من أشكال العلاج الهرموني حيث المريض أثناء العلاج الطبي يتلقى الهرمونات إما أن تكمل نقص في الهرمونات التي تحدث بشكل طبيعي أو استبدال الهرمونات الأخرى على الهرمونات التي تحدث بشكل طبيعي. الأدوية الهرمونية الرئيسية المُستخدمة في العلاج البديل بالهرمونات لأعراض انقطاع الطمث هي هرمونات الاستروجين والبروجستيرون، والبروجسترون هو هرمون الجنس الأنثوي الرئيسي الطبيعي، وموجود أيضاً في الأدوية المُصنعة المستخدمة في علاج هرمونات انقطاع الطمث. على الرغم من أن كلا الهرمونين قد يكون لهما أعراض جانبية، فالبروجسترون خاصة يضاف إلى أنظمة العلاج بالاستروجين عندما يكون الرحم موجوداً. يُعزز العلاج بالإستروجين (لوحده دون البروجسترون) من سماكة بطانة الرحم ويمكن أن يزيد من خطر الإصابة بسرطان الرحم، و على العكس من ذلك يقلل البروجسترون من هذا الخطر. يمكن أن تُستخدم الأندروجينات (مثل التستوستيرون) في العلاج أيضاً. العلاج التعويضي بالهرمونات متوفر من خلال العديد من الطرق المختلفة.
تشير نتائج مبادرة صحة المرأة إلى المخاطر والفوائد المُحتملة على أجهزة الجسم المختلفة. على المدى الطويل، وبعد متابعة المرضى المُشاركين في مبادرة الصحة العالمية لم يُوجد أي اختلاف في معدلات الوفيات الناجمة عن أمراض القلب، والأوعية الدموية، أو السرطان، عند المشاركة بالعلاج التعويضي للهرمونات. اقترحت دراسات لاحقة أن المخاطر يمكن أن تختلف تبعاً لطريقة عمل هذه الأدوية. لا توجد دراسات سريرية كافية عن الهرمون البديل، والذي طوّر في القرن الحادي والعشرين باستخدام مركبات مُصنِّعة لها نفس التركيب الكيميائي والجزيئي للهرمونات المُنتجة في جسم الإنسان، وهي مُعتمدة على الستيروئيدات الموجودة في النباتات.
تتضمن الاستطبابات الحالية للاستخدام وفقًا لمنظمة الأغذية والأدوية الأمريكية علاجاً قصير الأمد لأعراض انقطاع الطمث، مثل الهبات الساخنة المُوسعة للأوعية أو ضمور المهبل بالإضافة إلى الوقاية من هشاشة العظام.

## الاستخدامات الطبية
تشمل الاستخدامات المعتمدة للعلاج التعويضي بالهرمونات في الولايات المتحدة العلاج قصير الأمد لأعراض انقطاع الطمث مثل الهبّات الساخنة والضمور المهبلي، والوقاية من هشاشة العظام. توافق الكلية الأمريكية لأمراض النساء والتوليد على العلاج التعويضي بالهرمونات لتخفيف أعراض انقطاع الطمث، وتؤيد استخدامه بعد عمر 65 في الحالات المناسبة. ذكر الاجتماع السنوي لجمعية انقطاع الطمث في أمريكا الشمالية في عام 2016 أن العلاج التعويضي بالهرمونات قد ينطوي على فوائد أكثر من المخاطر لدى النساء إن استُخدم قبل سن ال60.
كان رأي أحد الخبراء في جمعية الغدد الصم العالمية أنه عندما يُتناول العلاج التعويضي  الهرموني خلال فترة انقطاع الطمث أو خلال السنوات الأولى لانقطاع الطمث، فهو ينطوي على مخاطر أقل مما نُشر سابقاً، ويقلل جميع حالات الوفيات في معظم الحالات. أصدرت الجمعية الأمريكية لعلم الغدد الصم السريري بيانات بالموافقة على العلاج التعويضي بالهرمونات عندما تكون الحالة مناسبة.
تكون النساء اللاتي يتلقين هذا العلاج عادةً في مرحلة بعد انقطاع الطمث أو بعد عملية استئصال المبيض الجراحية. انقطاع الطمث: هو التوقف الدائم عن الحيض الناجم عن فقدان النشاط الجريبي في المبيض، ويُعرف بأنه يبدأ بعد اثني عشر شهراً من الدورة الشهرية الطبيعية الأخيرة. تُقسِّم هذه المدة الزمنية التي تبلغ اثني عشر شهراً انقطاع الطمث إلى فترات انتقالية: مُبكّرة ومتأخرة تعرف باسم «فترة انقطاع الطمث» و«فترة ما بعد انقطاع الطمث». يمكن أن يحدث انقطاع الطمث المبكر في حال تم استئصال المبيض جراحياً كعلاج لسرطان المبيض أو الرحم.
مبادرة صحة المرأة هي دراسة لأكثر من 27000 امرأة ابتداءً من عام 1991. وجدت في بعض الأحيان نتائج متناقضة في تحليلات متتالية، إذ لم تجد النشرة الأحدث في عام 2017 أي اختلاف بالنسبة لجميع أسباب الوفيات مع استعمال العلاج التعويضي بالهرمونات. تختلف الآثار الجانبية للعلاج التعويضي على أجهزة الجسم حسب العمر ووقت آخر تعرض فيزيولوجي للهرمونات، ويمكن أن توجد اختلافات في الأجهزة على مستوى الأفراد، وهذه العوامل تجعل من تحليل الآثار الجانبية أمراً صعباً. من الناحية الإحصائية، كانت غالبية البيانات المتاحة لنساء أمريكيات في فترة ما بعد انقطاع الطمث وبظروف مناسبة وبمتوسط عمر أكثر من 60 سنة.

### أعراض انقطاع الطمث
يُعطى العلاج التعويضي بالهرمونات غالباً كوسيلة قصيرة الأمد لتخفيف أعراض انقطاع الطمث أثناء فترة الانقطاع. تتضمن أعراض انقطاع الطمث المحتملة ما يلي:
- الهبَات الساخنة -الأعراض الوعائية.
- ضمور المهبل -التهاب المهبل الضموري والجفاف.
- عسر الجماع -الجماع المؤلم بسبب ضمور المهبل وعدم وجود ترطيب.
- ترقق العظام -انخفاض الكثافة العظمية والتي يمكن أن تسبب في النهاية هشاشة العظام وتخلخل العظام والكسور.
- انخفاض الرغبة الجنسية.
- زوال عناصر الأنوثة -تقلص توزيع الدهون الأنثوية وتسارع شيخوخة البشرة.[13][14]
- اضطرابات في النوم وآلام في المفاصل.

أكثر الأعراض شيوعاً: فقدان الرغبة الجنسية والجفاف المهبلي.

### أمراض القلب
تختلف مخاطر الأصابة بأمراض القلب التاجي مع تناول العلاج التعويضي بالهرمونات حسب العمر والوقت منذ انقطاع الدورة الشهرية. يبدو أن تأثير العلاج التعويضي بالهرمونات في انقطاع الطمث يكون مختلفاً، بوجود خطر أقل عندما يبدأ العلاج خلال خمس سنوات من انقطاع الطمث و بانعدام التأثير بعد عشر سنوات. قد تكون هناك زيادة في معدل حصول أمراض القلب إذا أُعطي العلاج التعويضي بالهرمونات لمدة عشرين سنة بعد انقطاع الطمث. ومع ذلك، لا توجد فروق فعلية في الوفيات طويلة الأمد الناجمة عن هذا العلاج بغض النظر عن العمر.
اقترحت أبحاث أجرتها مؤسسة كوهرانس الخيريّة البريطانية أن النساء اللواتي بدأن بالعلاج التعويضي بالهرمونات بعد أقل من 10 سنوات من انقطاع الطمث كان لديهن معدل وفيات وأمراض قلبية تاجية أقل، دون أي تأثير واضح على خطر الإصابة بالجلطات الدماغية وانسداد القصبات الهوائية. أما النساء اللواتي بدأن بالعلاج بعد مرور أكثر من 10 سنوات على انقطاع الطمث، فلم يكن معدل الوفيات والأمراض القلبية التاجية لديهن مختلفًا بشكل واضح، ولكن ازداد خطر الإصابة بالجلطات الدماغية. كان لكل من الطريقتين ارتباط بحدوث خثرات وريدية وانصمامات رئوية.
يحسن أيضاً العلاج التعويضي بالهرمونات مستويات الكوليسترول في الدم. ينقص انقطاع الطمث من مستوياتHDL ، بينما تزيد من مستويات LDL، والدهون الثلاثية والليبوبروتين A، وهي أنماط تُعاكس هرمون الإستروجين. يعمل العلاج التعويضي بالهرمونات على التحسين من الوظيفة القلوصية للقلب، وتدفق الدم التاجي، واستقلاب السكر، ويقلل من تراكم الصفيحات الدموية ومن تشكيل اللويحات المُسببة لتصلب الشرايين.

### الجلطات الدموية
قد تتباين تأثيرات العلاج التعويضي بالهرمونات -على تكوُّن الجلطات الدموية في الأوردة واحتمالية الانصمام الرئوي باختلاف العلاجات بالإستروجين والبروجيسترون- بناءً على اختلاف الجرعات أو الأسلوب المستخدم في العلاج.
تُظهِر المقارنة بين طرق التناول أنه عندما يُطبَّق الإستروجين على الجلد أو المهبل، تقل خطورة الجلطات الدموية. بينما يزداد خطر تكَون الجلطات الدموية والانصمام الرئوي عند تناول العلاج بالفم. لا تخضع طرق العلاج الهرموني بالتطبيق على الجلد أو المهبل لأيض المرور الأولي كما في العلاج الفموي الابتنائي الذي يؤثر في الكبد، فيشكِّل عوامل تخثر معتمدة على فيتامين K، ما قد يفسر سبب ازدياد تَكوُّن الجلطات الدموية عند تناول العلاج فمويًا. بينما وجدت مراجعة عام 2018 أن تناول البروجسترون والإستروجين معًا قد يقلل من هذه الخطورة، وأفادت مراجعات أخرى بزيادة خطر الإصابة بجلطات الدم والانصمام الرئوي عند الجمع بين الإستروجين والبروجستيرون، خاصةً عند بدء العلاج بعد 10 سنوات أو أكثر من انقطاع الطمث وعندما تكون النساء أكبر من 60 سنة.

### السرطان القولوني المستقيمي
في مبادرة صحة المرأة، كانت النساء اللواتي تناولن علاج هرمون الإستروجين والبروجستيرون مجتمعين أقل عرضة للإصابة بسرطان القولون والمستقيم. ومع ذلك، فإن السرطانات التي تسبب بها هذا العلاج كانت أكثر عرضة للانتشار إلى العقد اللمفاوية أو إلى مواقع بعيدة أكثر من سرطانات القولون والمستقيم عند النساء اللواتي لم يتناولن هذا العلاج.